# بني ادراجن (عدوية)
بني ادراجن هو دُوَّار يقع بجماعة بني سيدال الجبل، إقليم الناظور، جهة الشرق في المملكة المغربية. ينتمي الدوّار لمشيخة عدوية التي تضم 13 دوار. يقدر عدد سكانه بـ 296 نسمة حسب الإحصاء الرسمي للسكان والسكنى لسنة 2004.

## روابط خارجية
- البوابة الوطنية للجماعات الترابية نسخة محفوظة 12 مارس 2018 على موقع واي باك مشين.
- المندوبية السامية للتخطيط